# Tacuna
Genre
Tacuna est un genre d'araignées aranéomorphes de la famille des Salticidae.

## Distribution
Les espèces de ce genre se rencontrent au Brésil et en Argentine.

## Liste des espèces
Selon World Spider Catalog (version 18.0, 22/05/2017) :
- Tacuna delecta Peckham & Peckham, 1901
- Tacuna minensis Galiano, 1995
- Tacuna saltensis Galiano, 1995
- Tacuna vaga (Peckham & Peckham, 1895)

## Publication originale
- Peckham & Peckham, 1901 : Pellenes and some other genera of the family Attidae. Bulletin of the Wisconsin Natural History Society (new series), vol. 1, p. 195-233 (texte intégral).